# Вадим Перський

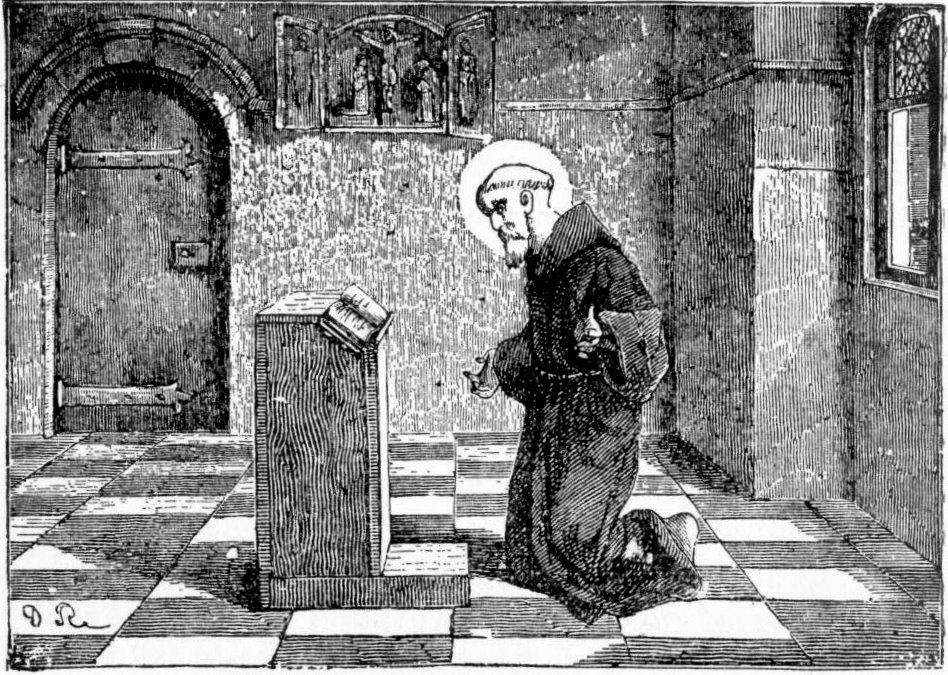
Святий Вадим (Живописні Житія Святих, 1878 р.)

Вадим Перський, також Бадемус або Бадеме (лат. Bademus; IV століття — 10 квітня 376) — християнський святий, преподобномученик, архімандрит. Шанується католицькою і православною церквами. День пам'яті — 22 квітня.

## Життєпис
Народився у IV столітті у перському місті Віфлапат. Замолоду захопився християнським вченням. Залишив багатих та знатних батьків, пішов із дому та оселився у невеликій обителі за містом. Незабаром його подвижництво помітили, і його висвятили у пресвітери. На деякий час він пішов на пустельну гору і молився там на самоті, де удостоївся побачити Славу Божу, після чого повернувся до монастиря і там знову вчив і проповідував до самої смерті.
У той час у Персії правив цар Шапур II (309—379), який жорстоко переслідував християн: від його гонінь постраждали святі Симеон, Ісакій і багато інших. Загалом мучениками визнали понад 270 жертв Шапура, і пам'ять про них відзначається в день пам'яті мученика Вадима.
Святий Вадим разом із сімома учнями був заарештований і кинутий у в'язницю, де їх піддавали жорстоким катуванням, вимагаючи зректися Христа і вклонитися сонцю та вогню (богу Атару). Святий Вадим витримав чотири місяці тортур, і, бачачи це, його учні так само твердо трималися Христової віри.
Інший ув'язнений християнин на ім'я Нірсан, колишній намісник Арії, не витримав випробування і зрікся Христа. Житіє повідомляє, що Шапур зажадав від нього відсікти голову святому Вадиму, і Нірсан, боячись нових мук, погодився. За цю зраду Шапур обіцяв йому прощення та нагороду. Нірсану дали меч і привели до нього Вадима, закутого в ланцюги. Святий Вадим сказав йому: «Якщо твоя злість, Нірсан, дійшла до того, що ти не тільки від Бога зрікся, а й рабів Його починаєш вбивати. Горе тобі, окаянний, що ти робитимеш у той день, коли станеш на страшному суді перед Богом! Я з радістю помер у муці за Христа, але не хотів би прийняти смерть від твоєї руки».
Нірсан ударив мечем, але не зумів одразу відсікти голову святому, перетворивши страту на тортури. Нірсану знадобилося чотири удари, щоб успішно відокремити голову Вадима від його тіла. Страта Вадима датується 376 роком .
Відповідно до житія, стійкість святого справила враження на язичників, і, хоч Нірсану і заплатили обіцяне, радості це йому не принесло — мучений совістю, він незабаром наклав на себе руки, кинувшись на меч. Після смерті царя Шапура учні Вадима вийшли з в'язниці, де пробули п'ять років.